# Tragedie (Seneca)
Con il titolo Tragedie (lat. Tragoediae) è conosciuto un insieme di opere di Lucio Anneo Seneca.
Le tragedie di Seneca sono le sole opere tragiche latine pervenute in forma non frammentaria, e costituiscono quindi una testimonianza preziosa sia di un intero genere letterario, sia della ripresa del teatro latino tragico, dopo i vani tentativi attuati dalla politica culturale augustea per promuovere una rinascita dell'attività teatrale. In età giulio-claudia (27 a.C.–68 d.C.) e nella prima età flavia (69–96) l'élite intellettuale senatoria ricorse al teatro tragico per esprimere la propria opposizione al regime (la tragedia latina riprende ed esalta un aspetto fondamentale in quella greca classica, ossia l'ispirazione repubblicana e l'esecrazione della tirannide). Non a caso, i tragediografi di età giulio-claudia e flaviana furono tutti personaggi di rilievo nella vita pubblica romana.

## Contenuto
Le tragedie di Seneca erano, forse, destinate soprattutto alla lettura, il che poteva non escludere talora la rappresentazione scenica. La macchinosità o la truce spettacolarità di alcune scene sembrerebbero presupporre una rappresentazione scenica, mentre una semplice lettura avrebbe limitato gli effetti ricercati dal testo drammatico. Le varie vicende tragiche si configurano come scontri di forze contrastanti e conflitto fra ragione e passione. Anche se nelle tragedie sono ripresi temi e motivi delle opere filosofiche, il teatro senecano non è solo un'illustrazione, sotto forma di exempla forniti dal mito, della dottrina stoica, sia perché resta forte la matrice specificamente letteraria, sia perché, nell'universo tragico, il logos, il principio razionale cui la dottrina stoica affida il governo del mondo, si rivela incapace di frenare le passioni e arginare il dilagare del male.
Alle diverse vicende tragiche fa da sfondo una realtà dai toni cupi e atroci, conferendo al conflitto fra bene e male una dimensione cosmica e una portata universale. Un rilievo particolare ha la figura del tiranno sanguinario e bramoso di potere, chiuso alla moderazione e alla clemenza, tormentato dalla paura e dall'angoscia. Il despota offre lo spunto al dibattito etico sul potere, che è importantissimo nella riflessione di Seneca. Di quasi tutte le tragedie senecane, restano i modelli greci, nei confronti dei quali Seneca ha una grande autonomia che però presuppone un rapporto continuo col modello, sul quale l'autore opera interventi di contaminazione, di ristrutturazione, di razionalizzazione nell'impianto drammatico.

## Lista delle tragedie
Le tragedie ritenute autentiche sono nove (più una decima, l'Octavia, ritenuta spuria), tutte di soggetto mitologico greco (a Roma tale genere veniva definito "cothurnata", dal "coturno", calzatura tipica degli attori tragici):
- Hercules furens: è costruita sul modello dell'Eracle euripideo: Giunone provoca la follia di Ercole. In conseguenza a ciò l'eroe uccide moglie e figli. Una volta rinsavito, determinato a suicidarsi, egli si lascia distogliere dal suo proposito e si reca infine ad Atene a purificarsi.
- Troades: è la contaminazione dei soggetti di due drammi euripidei, Le troiane e l'Ecuba. La tragedia rappresenta la sorte delle donne troiane prigioniere e impotenti dì fronte al sacrificio di Polissena, figlia di Priamo, e del piccolo Astianatte, figlio di Ettore e Andromaca.
- Phoenissae: è l'unica tragedia senecana incompleta, basata sulle Fenicie di Euripide e sull'Edipo a Colono di Sofocle. La vicenda ruota attorno al tragico destino di Edipo e all'odio che divide i suoi figli, Etèocle e Polinice.
- Medea: naturalmente si rifà all'omonima tragedia di Euripide e, forse, anche a una fortunata tragedia - andata perduta - di Ovidio. Narra la cupa vicenda della principessa della Colchide abbandonata da Giasone e assassina, per vendetta, dei figli avuti da lui.
- Phaedra: la tragedia presuppone il celebre modello euripideo dell'Ippolito, di una tragedia perduta di Sofocle e della quarta delle Heroides ovidiane: tratta dell'incestuoso amore di Fedra per il figliastro Ippolito e del drammatico destino che si abbatte sul giovane, restio alle seduzioni della matrigna, la quale, per vendetta, ne provoca la morte denunciandolo al marito Teseo, padre di Ippolito.
- Oedipus: ispirata al celeberrimo Edipo re sofocleo, narra il mito tebano di Edipo, inconsapevole uccisore del padre Laio e sposo della madre Giocasta. Alla scoperta della tremenda verità egli reagisce accecandosi.
- Agamemnon: si ispira, assai liberamente, all'omonimo dramma di Eschilo. La tragedia rievoca l'assassinio del re, al ritorno da Troia, per mano della moglie Clitennestra e dell'amante Egisto.
- Thyestes: rappresenta una vicenda mitica già trattata in opere di Eschilo, Sofocle, Euripide, Ennio e Accio (tutte perdute). Atreo, animato da odio mortale per il fratello Tieste, che gli ha sedotto la sposa, si vendica con un finto banchetto di riconciliazione in cui imbandisce al fratello ignaro le carni dei figli.
- Hercules Oetaeus: letteralmente "Ercole sull'Eta", dal nome del monte su cui si svolge l'evento culminante del dramma, la tragedia è modellata sulle Trachinie di Sofocle, è trattato il mito della gelosia di Deianira, che per riconquistare l'amore di Ercole, innamoratosi della concubina Iole, gli invia una tunica intrisa del sangue del centauro Nesso, creduto un filtro d'amore e in realtà dotato di potere mortale: tra dolori atroci Ercole muore ed è assunto fra gli dei. Fortissime, in quest'opera, le analogie con la vita di Gesù di Nazareth. Un fatto che dà ragione a molti storici secondo i quali, già negli anni di Seneca, il Cristianesimo era diffuso nei circoli degli intellettuali e tra i patrizi romani a pochi anni dalla morte di Gesù. L'Ercole di questa tragedia, infatti, muore e risorge, è assunto tra gli dei, si rivolge a Giove come "pater", viene tradito da un amico che si suicida. Non solo: alla sua morte getta un urlo fortissimo, ne segue un terremoto, ascende al cielo ed è presente nel testo anche la trasfigurazione di Ercole. Infine, dopo la risurrezione, Ercole si identifica con Giove e ne assume i poteri.
- Octavia (spuria): rappresenta la sorte di Ottavia, la prima moglie di Nerone da lui ripudiata, perché innamorato di Poppea, e fatta uccidere. Si tratta quindi di una tragedia di argomento romano, ossia una praetexta (l'unica rimasta), ma è certamente spuria, sia perché lo stesso Seneca vi compare come personaggio del dramma, sia perché la descrizione della morte di Nerone (avvenuta nel 68, tre anni dopo quella di Seneca), preannunciata dall'ombra di Agrippina, è troppo corrispondente alla realtà storica, inoltre l'autore, che mostra grande familiarità con l'intera produzione di Seneca, trasferisce nella tragedia brani versificati tratti dalle opere filosofiche. L'Octavia, quindi, fu scritta in un ambiente vicino a Seneca e pochi anni dopo la sua morte (70-80 d.C.).

## Stile
Il linguaggio poetico delle tragedie ha origine nella poesia augustea (cospicua la presenza di Ovidio), dalla quale Seneca mutua anche le raffinate forme metriche, come il particolare tipo di scenario, già adottato dal teatro tragico augusteo. Le tracce della tragedia latina arcaica si avvertono soprattutto nel gusto del pathos esasperato, nella tendenza alla frase sentenziosa, isolata, in netto rilievo, alimentata soprattutto dal gusto retorico del tempo.
La stessa tendenza si manifesta anche nella frammentazione dei dialoghi (un verso per ogni personaggio) ed in una costante influenza della retorica asiana, percepibile nella continua tensione, nell'enfasi declamatoria, nello sfoggio di greve erudizione nelle tinte fosche e macabre. Spesso l'esasperazione della tensione drammatica è ottenuta mediante l'introduzione di lunghe digressioni, che alterano i tempi dello sviluppo scenico isolando singole scene come quadri autonomi, estraniati dal contesto della dinamica teatrale (forse "pezzi di bravura" destinati ad esser letti nelle sale di recitazione). Uno stile che costituisce un documento tra i più rappresentativi del gusto letterario contemporaneo.

## Rappresentazione delle tragedie
Seneca mostra nelle sue tragedie il lato forse più sconosciuto della sua personalità, l'altra faccia "dionisiaca" di quel vir sapiens et bonus suicidatosi per la giusta causa della libertà, di quel saggio stoico che andava predicando l'imperturbabilità, la giustizia e il Bene.
La tragedia è un tipo di rappresentazione teatrale molto antico; l'etimologia del termine, trágos ("capro") e odé ("canto"), rimanda al canto dei capri, ovvero al coro composto dai seguaci di Dioniso mascherati da capri (le fattezze caprine, ma soprattutto quelle dei satiri e dei fauni, vennero prese in prestito dall'iconografia paleocristiana per la rappresentazione del demonio).
Le tragedie senecane, spesso a sfondo mitico e con personaggi presi in prestito dalla tradizione mitica e tragica greca, si configurano infatti come uno studio oculato e preciso dei comportamenti umani, soprattutto per quanto riguarda le esperienze del Male e della morte. In esse Seneca parla infatti di uccisioni (anche all'interno del gruppo familiare o a danno di amici), di incesti e di parricidi, di rituali di magia nera, di cerimonie di sacrificio e di atrocità d'ogni genere, di crisi d'ira e di gesti incontrollabili, di atti di cannibalismo e di azioni nefaste, di insane passioni e di un uso folle e spregiudicato della violenza. Nelle tragedie senecane domina insomma incontrastato l'irrazionale e il Male.
A testimonianza di ciò si nota che Seneca non ricorre all'uso del deus ex machina (ovvero dell'entrata in scena, soprattutto sul finire dello spettacolo, di un dio "volante", sostenuto per mezzo di una fune da un complesso sistema di carrucole: da qui appunto ex machina) per mezzo del quale solitamente si aveva la risoluzione pacifica del dramma (il lieto fine) oltre che la giustificazione del Male compiuto nell'azione. Questo perché le sue tragedie ci offrono uno spaccato di vita nella quale non c'è né rimedio né soluzione alle atrocità commesse. I personaggi sono, in questo senso, comunque condannati, come nelle tragedie greche classiche di Euripide e Sofocle: ad esempio Fedra è inevitabilmente destinata al suicidio, in preda al rimorso per l'amore verso il figliastro Ippolito. Prototipo maligno per eccellenza è però Medea, colei che invoca rabbiosa e vendicatrice le forze del Male per abbattere e distruggere ogni cosa in modo da rendersi giustizia, dopo essere stata ripudiata da Giasone che in cambio sposa Creusa.
Nelle tragedie di Seneca si assiste quindi ad un completo rovesciamento dei punti di vista, secondo cui ciò che apparirebbe naturalmente privo di senso, anomalo e degenerato, finisce per apparire del tutto normale, oltre che lecito. Le anime malate che egli rappresenta sembrano inoltre aver perduto una volta per sempre il senno, ovvero la ragione, senza la quale il mondo sembra essere diventato preda di ombre e di mostri in completa balia del Male e delle forze dell'inferno.